# Orbiting (relaciones)
El orbiting (del inglés, orbit; en español, orbitar) es un término anglosajón utilizado de manera coloquial, y cuyo significado está muy relacionado con el ghosting. Mientras que el ghosting es una práctica social común en la actualidad, en el que básicamente una persona que mantiene una relación con otra (sobre todo amorosa, pero también puede ser una amistad) la abandona sin dejar rastro alguno, el orbiting es considerado como un 'hermano menor del ghosting'. Ocurre en relaciones amorosas y de amistad, en las que uno de los dos quiere dejar de tener una relación íntima. Sin embargo, no se pierde el contacto del todo, pues el que la 'abandona' sigue dando señales, especialmente a través de las redes sociales. Incluso puede llegar a interactuar con la parte abandonada, pero de una forma muy superficial, como dando “me gusta” a sus publicaciones o viendo sus historias, pero sin contestar a sus mensajes directos ni tampoco cogiendo sus llamadas.
La palabra apareció en primicia como preselección de la Word of the Year 2018 de Oxford, en la que el orbiting se define como "la acción de retirarse abruptamente de la comunicación directa con alguien mientras este sigue monitoreando y, a veces, respondiendo a su actividad en las redes sociales".
Anna Lovine, quien acuñó la expresión, explicó la tendencia así: la persona que practica "orbiting" te mantiene "suficientemente cerca para que ambos se puedan observar; suficientemente alejada para nunca tener que hablar".